# Norbert Wiener

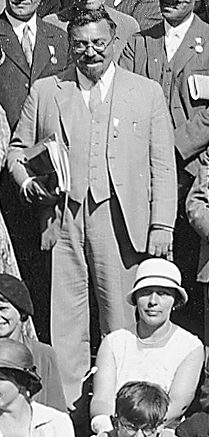
Norbert Wiener och Margaret Wiener vid International Congress of Mathematicians i Zurich 1932.

Norbert Wiener, född 26 november 1894 i Columbia, Missouri, död 18 mars 1964 i Stockholm, var en amerikansk professor i tillämpad och teoretisk matematik. Han gjorde banbrytande studier i stokastiska processer och brus, vilka bidrog till utvecklingen av elektronik, telekommunikation och reglerteknik. Han var också grundare av cybernetiken, ett fält som formaliserar uppfattningen av feedback, och har inverkat på ingenjörskonsten, systemkontroll, datavetenskapen, biologin, filosofin och den samhällsvetenskapliga organisationsteorin.

## Biografi
Norbert Wiener var äldsta barn till Leo Wiener, en polsk-judisk immigrant till USA, och Bertha Kahn, av tysk-judisk börd. Fadern använde egna undervisningsmetoder på sina barn i stället för att sända dem till reguljär skola, och Norbert fick hemundervisning till 1903 bortsett från ett kort mellanspel på en skola som sjuåring. Norbert betraktades som ett underbarn. Hans självbiografi ger en detaljerad beskrivning av denna livsfas. Fadern försörjde sig som lärare i tyska och slaviska språk och skaffade sig ett ansenligt bibliotek, som Norbert hade stor glädje av. Fadern hade också talang för matematik, och gav Norbert lektioner i ämnet tills det var dags att flytta hemifrån.
Efter att ha tagit examen från Ayer High School 1906, vid 11 års ålder, inskrevs Wiener vid Tufts College. Han tog fil.kand. i matematik 1909 vid 14 års ålder, och började därefter studera zoologi vid Harvard. 1910 fortsatte han studiegången vid Cornell, där han studerade filosofi.
Året därpå återvände han till Harvard, men fortsatte filosofistudierna. Vid Harvard kom Wiener under inflytande av Edward Vermilye Huntington, vars intresse för matematik sträckte sig från axiomatiska grundvalar till de praktiska problem som ingenjörskonsten ställde matematiken inför. Harvard tilldelade Wiener en doktorstitel 1912, då han var knappt 18 år, för en dissertation över matematisk logik, som översågs av Karl Schmidt. Resultatet av dissertationen utgavs två år senare. I dissertationen var Wiener den första att inse att ordnade par kan definieras i termer av elementär mängdteori. Därmed kan matematiska relationer fullständigt inlemmas i mängdteorin, så att teorin om relationer inte kräver några axiom eller primitiva begrepp utöver dem som finns i mängdteorin. 1921 lade Kuratowski fram ett förslag på förenkling av Wieners definition av ordnade par, och den förenklingen har sedan dess varit allmängods.
Wiener begav sig 1914 till Europa för att studera för Bertrand Russell och G. H. Hardy vid Cambridge University, samt för David Hilbert och Edmund Landau vid universitetet i Göttingen. 1915–1916 föreläste Wiener i filosofi vid Harvard, arbetade sedan för General Electric och skrev för Encyclopedia Americana. När första världskriget bröt ut, bjöd Oswald Veblen in honom att arbeta med ballistik vid Aberdeen Proving Ground i Maryland. Därmed kom Wiener, som blivit pacifist, att bära uniform 1917–1918. Att bo och arbeta med andra matematiker stärkte och fördjupade hans intresse för matematik.
Efter kriget kunde inte Wiener få en plats vid Harvard på grund av sitt judiska ursprung, och avvisades för en plats vid University of Melbourne. Inviterad av W.F. Osgood började Wiener undervisa i matematik vid MIT, där han kom att bli kvar hela sitt yrkesverksamma liv, och utnämnas till professor.
1926 återvände han till Europa som stipendiat, och gifte sig samma år med en tysk immigrant, Margaret Engemann. Äktenskapet var arrangerat av hans föräldrar. Paret fick två döttrar.
Under andra världskriget ledde Wieners arbeten med automatisk riktning av luftvärnskanoner honom till kommunikationsteorin och så småningom kom han att formulera principerna för cybernetiken. Hans framgångar ledde till att MIT efter kriget inrättade ett forskarteam i kognitionsvetenskap, med forskare från neuropsykologin, matematik, och biofysik, däribland Warren Sturgis McCulloch och Walter Pitts. Forskarteamet gjorde banbrytande bidrag till datavetenskapen och artificiell intelligens. Strax efter att teamet bildats bröt Wiener all kontakt med dess medlemmar. 
Wiener gick vidare genom att bryta ny mark i cybernetik, robotik, datasäkerhet och automation, genom härledningar från operationsanalysen. 1948 gav han ut boken Cybernetics, or Controll and Communication in the Animal and the Machine, som gav det nya tvärvetenskapliga fältet ett namn, där matematikens forskning tillämpas inom såväl management som atomfysik. Namnet kommer av kybernetes, som är grekiska för styrman. Han delade med sig av sina upptäckter, och hänvisade till dem han stod i tacksamhetsskuld till för sina arbeten. Bland dessa fanns forskare från Sovjetunionen, och Wieners samröre med dessa ledde till många misstankar under kalla kriget. Han förordade att höja levnadsstandarden med automation, och för att med den metoden övervinna ekonomisk underutveckling. Dessa tankar vann särskilt gehör i Indien, där han blev regeringens rådgivare under 1950-talet.
Wiener tackade nej till en inbjudan att gå med i Manhattanprojektet. Efter kriget tilltog hans bekymmer över att politiken, som han uppfattade det, blandade sig i forskningen, och militariseringen av densamma. Hans artikel "A Scientist Rebels" i januarinumret av The Atlantic Monthly 1947 uppmanade forskare att överväga de etiska implikationerna av sina arbeten. Efter kriget vägrade han att ta emot finansiering från regeringen och att arbeta med militära projekt.
Norbert Wiener avled hastigt under ett kort besök i Stockholm i mars 1964.

### Övriga källor
- Anno 64, Stockholm 1965, s. 161
- Erling Bjöl, Vår tids kulturhistoria 3. Sköna nya värld. Efter 1945, Stockholm 1980, s. 149